# Let There Be Eve...Ruff Ryders’ First Lady
Let There Be Eve...Ruff Ryders’ First Lady – debiutancki album amerykańskiej raperki Eve wydany w 1999 roku. Był to drugi w historii album raperki, której album zadebiutował na pierwszym miejscu listy Billboard. Sprzedał się w nakładzie 1.8 mln egzemplarzy i został zatwierdzony jako podwójna platyna. Na albumie pojawiły się takie hity jak "Gotta Man" i "Love Is Blind" z Faith Evans.
My Bitches (Skit) to utwór nawiązujący do My Niggas DMX-a.

## Lista utworów
1. "First Lady" (Intro) – 1:36
2. "Let's Talk About" (ft. Drag-On) – 3:31
3. "Gotta Man" - 4:24
4. "Philly Cheese Steak" (Skit) – 1:37
5. "Philly Philly" (ft. Beanie Sigel) – 3:57
6. "Stuck Up" - 3:53
7. "Ain't Got No Dough" (ft. Missy Elliott) – 4:17
8. "BM" (Skit) – 1:01
9. "Love Is Blind" - 4:20
10. "Scenario 2000" (ft. DMX, The Lox & Drag-On) – 3:49
11. "Dog Match" (ft. DMX) – 4:19
12. "My Bitches" (Skit) – 1:08
13. "We On That Shit!" (ft. Sheek Louch & Swizz Beatz) – 3:25
14. "Chokie Nikes" (Skit) – 1:04
15. "Maniac" (ft. Swizz Beatz) – 4:22
16. "My Enemies" (Skit) – 1:43
17. "Heaven Only Knows" - 4:29
18. "What Y'all Want" - 4:05